# Urgleptes pluristrigosus
Urgleptes pluristrigosus là một loài bọ cánh cứng trong họ Cerambycidae.